# Presse en Tunisie
La presse en Tunisie est un secteur économique qui, sous les régimes autoritaires des présidents Habib Bourguiba puis Zine el-Abidine Ben Ali, a connu des périodes de libéralisation puis de difficultés, notamment en raison de la censure. La révolution tunisienne de 2011 constitue un tournant dans ce domaine.
En 2007, le site officiel du gouvernement indique que le pays compte quelque 245 quotidiens et revues, contre 91 en 1987. S'ils sont en grande partie (90 %) détenus par des groupes privés et des indépendants, le discours gouvernemental tend à accaparer l'espace médiatique. Le 20 septembre 2011, le ministère de l'Intérieur annonce l'autorisation donnée à 187 nouveaux journaux et revues de paraître depuis le début de la révolution.
Après le 14 janvier 2011, la libéralisation de la presse permet la parution d'un grand nombre de journaux et de revues mais rares sont ceux qui réussissent à percer et à survivre.

## Histoire

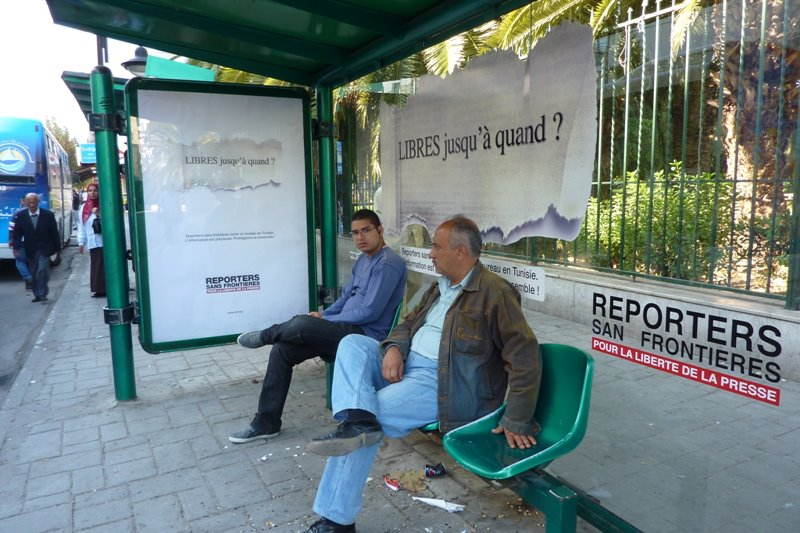
Campagne médiatique de Reporters sans frontières sous le slogan « Libres... jusqu'à quand ? » pour soutenir la liberté de la presse en Tunisie en 2011.

Le premier quotidien imprimé en Tunisie voit le jour le 22 juillet 1860 sous le nom de Arra'id Attunisi : il s'agit du Journal officiel tunisien fondé par le souverain de l'époque, Sadok Bey. Mais ce sont les attaques anti-arabes du parti colonial et de son chef, Victor de Carnières, qui poussent en 1907 les intellectuels tunisiens à lancer Le Tunisien, premier journal en langue française, pour se faire entendre des autorités du protectorat et de l'opinion publique française.
À partir de cette date, le nombre de titres francophones augmente pour atteindre 41 en 1956, tandis que la presse arabophone (dont en judéo-arabe) compte 288 titres à la même date. Au début de l'année 1991, les quotidiens en français sont au nombre de six, ceux en arabe de neuf ; il existe par ailleurs 140 hebdomadaires — dont 45 en français — et 160 mensuels.
Les partis politiques ont le droit de publier leurs propres journaux mais ceux des partis d'opposition ne le font que de façon intermittente. Face à cette situation, le gouvernement octroie en 1991 une subvention de 30 000 dinars à chacun de ces partis ; d'autres aides sont également prévues pour couvrir d'autres frais (papier, timbrage, etc.) mais semblent être accordées sur des critères imprécis. En vertu d'un décret amendant la loi de 1999 relative au financement public des partis politiques, l'État alloue une subvention de 120 000 dinars pour les titres des partis politiques et 30 000 dinars pour les autres périodiques. Ces mécanismes constituent toutefois un outil de pression envers les journaux qui se montreraient un peu trop critique.

## Législation
(février 2014).
Le Code de la presse de 1975 a été réformé le 2 août 1988, le 23 juillet 1993 et le 3 mai 2001.
Il interdit notamment les informations troublant l'ordre public ou « diffamant » les autorités, même par le biais d'allégations avérées ; la saisie du titre relève dès lors du seul ministre de l'Intérieur. Le délit de « diffamation de l'ordre public » a été supprimé, tout comme la formalité administrative du dépôt préalable des organes de presse auprès du ministère de l'Intérieur avant publication, le 27 mai 2005.
La liberté de la presse est garantie par la Constitution de 1959 même si la quasi-totalité des titres suivent la ligne gouvernementale et rapportent sans approche critique les activités du président de la République, du gouvernement et du parti au pouvoir, en se basant sur les dépêches de l'agence de presse gouvernementale Tunis Afrique Presse ; elle se penche également peu sur les sujets « qui ne sont pas du goût du gouvernement ». Un rapport de la Commission des droits de l'homme des Nations unies indique en 2000 que malgré les 188 titres de la presse tunisienne, celle-ci est marquée par son « uniformité de ton » ; celle-ci a été reconnue par le président Zine el-Abidine Ben Ali et le Premier ministre Hamed Karoui sans que cela n'apporte de changement significatif. Selon Lise Garon, la presse suit « l'impérieux mot d'ordre d'offrir à l'extérieur une image lisse du pays », donnant à voir une forme d'« unanimité intérieure ».
Tous les journaux et magazines, y compris les publications de l'opposition, peuvent bénéficier de la publicité, aussi bien des organismes publics que des entreprises privées. La Presse de Tunisie, propriété d'une société publique (Société nouvelle d'impression, de presse et d'édition), détient cependant une position de quasi-monopole, y compris par rapport aux titres de la presse arabophone.

## Presse écrite

### Presse généraliste
| Titre                          | Création          | Parution         | Langue          | Propriétaire                                          |
| ------------------------------ | ----------------- | ---------------- | --------------- | ----------------------------------------------------- |
| Al Akhbar                      | avril 1984        | hebdomadaire     | arabe           | Dar Tunis Hebdo                                       |
| Al Anwar                       | 16 août 1981      | hebdomadaire     | arabe           | Dar Al Anwar                                          |
| Al Chourouk                    | 1987              | quotidien        | arabe           | Dar Al Anwar                                          |
| Assabah                        | 1er février 1951  | quotidien        | arabe           | Dar Assabah                                           |
| Essahafa (ar)                  | janvier 1989      | quotidien        | arabe           | Société nouvelle d'impression, de presse et d'édition |
| Le Maghreb                     | 23 août 2011      | quotidien        | arabe           | Grand Maghreb Média                                   |
| Le Maghreb                     | 23 août 2011      | mensuel          | français        | Grand Maghreb Média                                   |
| La Presse de Tunisie           | 12 mars 1936      | quotidien        | français        | Société nouvelle d'impression, de presse et d'édition |
| Le Quotidien                   | 6 avril 2001      | quotidien        | français        | Dar Al Anwar                                          |
| Le Temps                       | 1er juin 1975     | quotidien        | français        | Dar Assabah                                           |
| Tunis-Hebdo                    | 24 septembre 1973 | hebdomadaire     | français        | Dar Tunis Hebdo                                       |
| Avant Première 24/24 (gratuit) | ? 2018            | ? bihebdomadaire | français, arabe |                                                       |

### Magazines d'actualité
| Titre    | Création     | Parution     | Langue   | Propriétaire    |
| -------- | ------------ | ------------ | -------- | --------------- |
| Réalités | janvier 1979 | hebdomadaire | français | Maghreb Média   |
| Haqaieq  | janvier 1979 | hebdomadaire | arabe    | Maghreb Média   |
| Leaders  | juin 2011    | mensuel      | français | Taoufik Hebaïeb |

### Magazines économiques
| Titre                  | Création   | Parution  | Langue   | Propriétaire                                          |
| ---------------------- | ---------- | --------- | -------- | ----------------------------------------------------- |
| L'Économiste maghrébin | 2 mai 1990 | bimensuel | français | Maison d'édition L'Économiste maghrébin (Hédi Mechri) |

### Autres magazines
- La Gazelle, magazine trimestriel de Tunisair (gratuit et trilingue).

### Presse politique ou associative
| Titre            | Création     | Parution  | Langue | Propriétaire                                     |
| ---------------- | ------------ | --------- | ------ | ------------------------------------------------ |
| Tunis Al Khadhra | 20 mars 1976 | bimensuel | arabe  | Union tunisienne de l'agriculture et de la pêche |

### Presse spécialisée
- Archives de l'Institut Pasteur de Tunis
- Archives des instituts Pasteur de l'Afrique du Nord
- Les Cahiers de Tunisie
- Revue tunisienne de géographie
- Revue tunisienne de sciences sociales
- La Tunisie médicale
- Il Corriere di Tunisi, depuis 1869, avec une interruption durant le protectorat français

### Titres disparus
- Es-Sabah (1904-1940)
- Le Tunisien (1907-1912)
- Abou Nouwas (17 août 1909-22 avril 1910)
- La Justice (1909-1935)
- Abou Khalaf (1910-?)
- L'Égalité (1911-1934)
- Ennasnés
- La Dépêche tunisienne
- El Ouazir (1920-1956)
- Le Réveil juif (1924-1940)
- L'Action tunisienne / El Amal (1932-1988)
- L'Alba (1935)
- Sourour (30 août 1936-?)
- Sabra, hebdomadaire satirique (gouvernorat de Kairouan, 16 août 1936-?)
- Koul Chay Bel Makchouf (26 septembre 1937-?)
- Al Kouchkoul (19 octobre-30 décembre 1937)
- La Gazette d'Israël (1938-1951)
- Tunisie-France, quotidien indépendant d'information (1947-1955)[11]
- Al Raqib (18 septembre 1948-28 juin 1949)
- Chihab Jahjouh (30 août 1949-31 mai 1950), a remplacé Jahjouh
- Ferzazou (19 septembre 1955-26 février 1956)
- Al Qanal (gouvernorat de Bizerte, 1967-2011)
- Erraï (1977-1987)
- Al Ithaf (gouvernorat de Siliana, 1985-2013)
- Sabah Al Khair (30 avril 1987-?)
- Le Renouveau / Al Horria (1988-2011)
- L'Observateur / El Moulahedh (1993-2011)
- Essarih (1995-2018)
- L'Expression (2007-2009)
- Al Joraa (2011-2012[12])
- Al Mouharrer (2011-2012[13])
- Akhbat Al Sahel (gouvernorat de Sousse, 2012-2013)
- Hadramaout (gouvernorat de Sousse, ?-2011)
- Sawahel devenu Mithaq (gouvernorat de Monastir, ?-2011)
- Bara'em Al Wasat, publication pour enfants (gouvernorat de Sidi Bouzid, ?-2013)

| Titre                     | Création                      | Parution      | Langue            | Propriétaire                                                                                      |
| ------------------------- | ----------------------------- | ------------- | ----------------- | ------------------------------------------------------------------------------------------------- |
| Achahed Attounissi        | 24 décembre 2011              | hebdomadaire  | arabe             | Société Achahed Attounissi de presse, d'édition, de publicité et de distribution (Fayçal Jelloul) |
| Adhamir                   | 21 décembre 2011              | hebdomadaire  | arabe             | Mohamed Hamrouni                                                                                  |
| Akhbar Achabab            | 4 octobre 1997                | hebdomadaire  | arabe             | Dar Al Irada                                                                                      |
| Akhbar Al Joumhouria (ar) | 13 octobre 1990               | hebdomadaire  | arabe             | Akhbar Média (Moncef Ben Mrad)                                                                    |
| Akher Khabar              | 3 juillet 2012                | hebdomadaire  | arabe             | Dar Akher Khabar (Mohamed Raouf Khalfallah)                                                       |
| Al Adhouaa                | 1978                          | hebdomadaire  | arabe             | Maison Al Adhouaa d'édition, de presse et de distribution                                         |
| Al Ahd                    | 3 novembre 1993               | hebdomadaire  | arabe             | Nabil El Bradei                                                                                   |
| Al Balad                  | 22 février 2012               | hebdomadaire  | arabe             | Abdelhamid Kessibi                                                                                |
| Al Bayan (ar)             | 14 novembre 1977              | hebdomadaire  | arabe             | Union tunisienne de l'industrie, du commerce et de l'artisanat                                    |
| Al Fajr (ar)              | 9 avril 2011 (nouvelle série) | hebdomadaire  | arabe             | Ennahdha                                                                                          |
| Al Fallah                 | 14 mai 1993                   | hebdomadaire  | arabe             | Union tunisienne de l'agriculture et de la pêche                                                  |
| Al Fekr Al Hor            | janvier 2012                  | mensuel       | arabe             | Éditions Nirvana (Hafedh Boujemil)                                                                |
| Al Hakika                 | 3 juillet 2011                | hebdomadaire  | arabe             | Dar Al Hakika des arts graphiques (Ali Khemili)                                                   |
| Al Hassad                 | 2011                          | hebdomadaire  | arabe             | Mabrouk Korchid                                                                                   |
| Al Hiwar                  | 24 février 2012               | hebdomadaire  | arabe             | Mohamed Chawki Ben Amor                                                                           |
| Al Jazira                 | 1981                          |               | arabe             |                                                                                                   |
| Al Mawkif                 | 12 mai 1984                   | hebdomadaire  | arabe             | Parti démocrate progressiste                                                                      |
| Al Mijhar                 | 4 janvier 2013                | hebdomadaire  | arabe             | Imed Hadhri                                                                                       |
| Al Macira                 | 24 janvier 2012               | hebdomadaire  | arabe             | Dar Al Macira d'édition et de distribution (Fethi Belhaj)                                         |
| Al Moussawar              | 4 octobre 1985                | hebdomadaire  | arabe             | Amor Touil                                                                                        |
| Al Oula                   | 8 juin 2011                   | hebdomadaire  | arabe             | Nabil Jeridet                                                                                     |
| Al Ousboui                |                               | hebdomadaire  | arabe             | Dar Assabah                                                                                       |
| Al Wahda                  | 10 octobre 1981               | hebdomadaire  | arabe             | Parti de l'unité populaire                                                                        |
| Al Wakayeâ                | 2 septembre 2011              | hebdomadaire  | arabe             | Mohamed El May                                                                                    |
| Attariq Al Jadid          | 7 octobre 1981                | hebdomadaire  | arabe             | Mouvement Ettajdid                                                                                |
| Attounissia               | 27 décembre 2011              | quotidien     | arabe             | Nasreddine Ben Saïda                                                                              |
| Attanouir                 | 13 février 2012               | bimensuel     | arabe             | Ridha Mellouli                                                                                    |
| Conso.tn                  | 2011                          | bitrimestriel | français          |                                                                                                   |
| Courrier de Tunisie       | 13 octobre 2011               | hebdomadaire  | français          | Hechmi Ghachem                                                                                    |
| Echaâb                    | 1er mai 1959                  | hebdomadaire  | arabe             | Union générale tunisienne du travail                                                              |
| El Gattous                | 18 août 2011                  | hebdomadaire  | arabe             | Slim Boukhdir                                                                                     |
| El Massaa (ar)            | juin 2011                     | hebdomadaire  | arabe             | Nedhir Azouz                                                                                      |
| L'Audace                  | 1994                          | mensuel       | français          | Slim Bagga                                                                                        |
| L'Audace                  | 15 février 2011               | bimensuel     | français          | Slim Bagga                                                                                        |
| L'Étudiant                | 27 octobre 2010               | mensuel       | français          | Maison d'édition L'Économiste maghrébin (Hédi Mechri)                                             |
| L'Expert                  | avril 1996                    | quotidien     | arabe et français | Dar Al Khabir                                                                                     |
| La Gazette du Sud         | 1980                          | bimestriel    | français          |                                                                                                   |
| La Tunisie économique     | 1985                          | mensuel       | français          |                                                                                                   |
| Le Manager                | 1er mai 1996                  | mensuel       | français          |                                                                                                   |
| Marāt Al Wasat            | 1981                          |               | arabe             |                                                                                                   |
| Mouwatinoun               | 15 janvier 2007               | hebdomadaire  | arabe             | Ettakatol                                                                                         |
| Opinions                  | octobre 2011                  | mensuel       | français          | Dar Rihab Al-Maârifa (Moëz Majed)                                                                 |
| Ôurabia                   | 26 juin 2011                  | hebdomadaire  | arabe             | Essafi Saïd                                                                                       |
| Qadhaya Estrategia        | avril 2011                    | trimestriel   | arabe             | Afif El Bouni                                                                                     |
| Saout Echaâb              | 2 juin 2011                   | hebdomadaire  | arabe             | Parti des travailleurs                                                                            |
| Shams Al Janoub           | 1980                          | bimestriel    | arabe             |                                                                                                   |
| Tunivisions               | 1997                          | mensuel       | français          | Media Visions Editing (dès 2006)                                                                  |

## Presse électronique
- African Manager (anglais, arabe, français)
- Al Jarida (arabe)
- Babnet (arabe, français)
- Business News (français)
- Carthage Plus (arabe, français)
- Challenges TN (arabe, français)
- El Sadaa (arabe)
- Espace Manager (français)
- Femme de Tunisie (arabe, français)
- GlobalNet Tunisie (arabe, français)
- Inkyfada (arabe, français)
- Investir en Tunisie (français)
- Kapitalis (français), Anbaā Tounes (arabe)
- Leaders (arabe, français)
- MABAPOST (arabe, français, anglais)
- Mag14 (français)
- Misk (arabe, français)
- Nawaat (anglais, arabe, français)
- Tanit Press (arabe)
- Tourism Mag (français)
- Tunibusiness (français, arabe)
- Tunis Tribune (français)
- Tuniscope (arabe, français)
- Tunisia Live (anglais)
- Tunisie 14 (français)
- Tunisie numérique (français), Tounes Arrakmia (arabe)
- Tunisien.tn (arabe)
- Tixup (français)
- Webdo (français)
- Webmanagercenter (français), Al Masdar (arabe)
- Wepost (arabe, français)
- Zeyna (français)

## Problématique du plagiat
La presse tunisienne institutionnelle est parfois accusée de plagier de grands journaux internationaux. Récemment, des cas où des titres de la presse écrite se sont inspirés, pour la réalisation de leurs articles, de blogs et autres portails en ligne, sans demander ni obtenir un accord préalable de l'auteur pour les traduire et les publier, ont été recensés,,.